# Соколов, Иван Иванович (историк)
Ива́н Ива́нович Соколо́в (11 (23) декабря 1865, село Новая Алексеевка, Саратовский уезд, Саратовская губерния — 3 мая 1939, Уфа) — российский историк Церкви и церковного права, византинист.

## Биография
Родился 11 (23) декабря 1865 года в семье священника в селе Новая Алексеевка в Саратовском уезде Саратовской губернии.
Окончил в 1880 году Саратовское духовное училище и в 1886 году Саратовскую духовную семинарию, в 1890 году Казанскую духовную академию — кандидат богословия, профессорский стипендиат.
С 1891 года был преподавателем философских наук в Саратовской духовной семинарии, членом Саратовского епархиального училищного совета.
С 1894 года — магистр богословия, преподаватель греческого языка в Санкт-Петербургской духовной семинарии.
Редактор отделов «Библиография. Россия» в «Византийском временнике» (опубликовал около 700 материалов), «Церковно-общественная жизнь на Православном Востоке» в журнале «Странник», «Вести с Востока» в «Церковных ведомостях» (1895—1904), «Летопись церковной и общественной жизни за границей» в «Церковном вестнике» (1904—1910).
Коллежский асессор (1896), надворный советник (1897), коллежский советник (1901).
С 1903 года доцент и с 1904 года профессор Санкт-Петербургской духовной академии по кафедре истории Греко-Восточной церкви со времён отпадения западной церкви от вселенской, доктор церковной истории (диссертация — «Константинопольская церковь в XIX веке. Опыт исторического исследования». Т. I. — СПб., 1904).
Дважды лауреат Макарьевской премии (1896, 1906), член Императорского православного палестинского общества, редактор журналов «Сообщения Императорского православного палестинского общества» (1905—1917) и «Церковный вестник» (1911—1913).
Член Предсоборного Присутствия (1906), Предсоборного Совещания (1912), Предсоборного Совета, где работал в I, II, VIII и IX отделах (1917).
Действительный статский советник (с 6 мая 1913).
Командирован Синодом на Ближний Восток. Его секретный доклад «Константинополь, Палестина и Русская церковь» (был подготовлен в апреле 1915 года по поручению Святейшего Синода для МИДа и отпечатан типографским способом в количестве 100 экземпляров с грифом: «На правах рукописи. Совершенно доверительно»), исходя из посылки, что Константинополь по окончании войны будет принадлежать России, предлагал сохранить первенствующую кафедру Вселенского Патриарха под российским суверенитетом. Кроме того, автор доклада решительно высказывался за «поставление для Русской Церкви предстоятеля, равночестного прочим Восточным Патриархам, то есть Патриарха».
В 1917—1918 годах был членом Всероссийского поместного собора, участвовал в 1-2-й сессиях, член II, XII, XVIII, XX, XXII отделов.
В 1918—1922 годы — заместитель членов Высшего церковного совета.
С февраля 1919 года приват-доцент по кафедре византологии Киевского университета. С 1922 года член совета Палестинского общества при РАН и комиссии «Константин Порфирородный», лектор в петроградском апологетическом кружке, преподаватель в университете. С 1924 года профессор по кафедре новогреческого языка Ленинградского института живых восточных языков (с 1927 г. Ленинградский восточный институт).
С 1931 года профессор Ленинградского института истории, философии и лингвистики, научный сотрудник Института славяноведения Академии наук.
В декабре 1933 года был арестован по делу «евлогиевцев»; в 1934 году по ст. 58-10 и 58-11 как «церковный монархист» выслан на 5 лет в Башкирию.
Сотрудник Башкирского научно-исследовательского института национальной культуры. В 1935 году создаёт рукопись книги (объёмом 180 машинописных страниц) «Территория Башкирии и ее население в свете источников древности», прошедшей к лету 1936 года рецензирование в Институте востоковедения АН СССР.
Скончался в Уфе 3 мая 1939 года.
Был женат; имел пятерых детей.

## Награды
Награждён российскими орденами: Св. Станислава II степени (1898), Св. Анны II степени (1901), Св. Владимира IV степени (1910), а также греческим орденом Спасителя II степени и иерусалимским Золотым Крестом с частицей Животворящего Древа.

## Труды и взгляды
- О самодержавии в России по Византийско-Славянским историческим преданиям. — Москва : [б. и.], 1882. — 26 с.;
- Когда и как может совершиться окончательное освобождение восточных христиан?. — Санкт-Петербург : тип. Ф. Елеонского и К°, ценз. 1883. — 28 с.;
- Георгиевский Балаклавский монастырь в Крыму (близ Севастополя). — Санкт-Петербург: Синод. тип., 1893. — 16 с.
  - Георгиевский Балаклавский монастырь в Крыму (близ Севастополя). — 2-е изд. — Санкт-Петербург : тип. Е. А. Поздняковой, 1901. — 15 с.:
- Состояние монашества в Византийской церкви с половины IX до начала XIII века (842—1204) : Опыт церк.-ист. исслед. — Казань : типо-лит. Имп. ун-та, 1894. — [2], 536, XX, XII, [1] с.
- О византийско-восточном монашестве IX—XII века: Речь перед защитою магист. дис.: «Состояние монашества в византийской церкви с половины IX до начала XIII века (842—1204). Опыт церк.-ист. исслед. Казань. 1894» / [Преп. Сарат. духов. семинарии Иван Соколов]. — Казань : Унив. тип., [1894]. — 14 с.
- Восстановление древней православной святыни : Мстиславов храм Успения Божией Матери во Владимире-Волынском. — Санкт-Петербург : Синодальная типография, 1896. — 24 с.
- Очерки истории православной греко-восточной церкви, в XIX веке. — Санкт-Петербург : тип. А. П. Лопухина, 1901. — IV, 346, [2] с.
- Церковно-религиозная и общественно-бытовая жизнь на православном греческом востоке в XIX веке : Ист. очерк. — Санкт-Петербург: тип. А. П. Лопухина, 1902. — 83 с.
- О византинизме в церковно-историческом отношении : Вступ. лекция по каф. истории греко-вост. церкви (от разделения церквей), прочит. в С.-Петерб. духов. акад. 1 нояб. 1903 г. — Санкт-Петербург : тип. М. Меркушева, 1903. — 43 с.
- Житие иже во святых отца нашего Григория Синаита [описанное Каллистом, архиепископом Константинополя] / С греч. (по изд. списку 16 в.) пер., предисл. и прим. снабдил И. Соколов; Изд. Афон. Рус. Пантелеимонова монастыря. — Москва, 1904. — 128 с.;
- Константинопольская церковь в XIX веке: Опыт исторического исследования — Санкт-Петербург : тип. М. Акинфиева и И. Леонтьева, 1904. — 1 т.
- Лекции по истории греко-восточной церкви, чит. студент. Спб. дух. акад. доц. акад. И. И. Соколовым в 1903-4 г. — Санкт-Петербург : Б.и., ценз. 1904. — 354 с.
- Афонское монашество в его прошлом и современном состоянии. — Санкт-Петербург : И. Л. Тузов, 1904. — 98 с.
- Патриарший кризис в Константинополе: из современной церковной жизни на православном греческом Востоке // Христианское чтение. 1905. — № 4. — С. 560—578; 1905. — № 5. — С. 737—753; 1905. — № 6. — С. 866—887.
- Избрание патриархов в Византии с половины IX до половины XV века : (843—1453 г.) : Ист. очерк : [Речь, предназначавшаяся к произнесению на годич. акте С.-Петерб. духов. акад. 17 февр. 1907 г.]. — Санкт-Петербург : тип. М. Меркушева, 1907. — [2], 162 с.
- Печалование патриархов перед василевсами в Византии IX—XV в. // Христианское чтение. 1909. — № 6-7. — С. 933—964.
- Усыновление и его отношение к браку в Византии и на современном греческом востоке : Ист.-правовой очерк / Проф. И. И. Соколов. — Санкт-Петербург : Синод. тип., 1910. — 128 с.
- Вопрос о реформе календаря пред судом православных церквей Востока : [Доклад] / Проф. И. И. Соколов. — Санкт-Петербург : тип. Акад. наук, 1910. — [2], 24 с.;
- О соединении Восточной и Западной церквей : К соврем. характеристике униональной пробл. — Санкт-Петербург : В. М. Скворцов, 1911. — [4], 74, [1] с.;
- О поводах к разводу в Византии с половины IX до половины XV века : Ист.-правовой очерк. — Санкт-Петербург : тип. М. Меркушева, 1911. — IV, 200 с.
- Устроение в Бар-граде русского храма во имя святителя Николая Мирликийского и странноприимницы при нем для православных паломников / Проф. И. И. Соколов. — Санкт-Петербург : Барград. ком., 1911. — 77 с.
- Никифор Влеммид, византийский ученый и церковный деятель XIII века : По поводу исслед. В. И. Барвинка. — Санкт-Петербург : тип. М. Меркушева, 1912. — 40 с.
- Правовая организация Святогробского братства в Иерусалиме / Проф. И. И. Соколов. — Санкт-Петербург : тип. В. Ф. Киршбаума, 1912. — 72 с.
- Св. Григорий Палама, архиепископ Фессалоникский, его труды и учение об исихии : По поводу исслед. Г. Х. Папамихаила: «O agios Gregorios Palamas archiepiskopos Thessalonikes Alexandrea. 1911» / Проф. И. И. Соколов. — Санкт-Петербург : Сенат. тип., 1913. — 90, [1] с
- Православный греческий Восток; Избрание нового вселенского патриарха Германа V; Приезд Антиохийского патриарха Григория IV в Россию : Церк. жизнь на Востоке в 1912 г. / Проф. И. И. Соколов. — Санкт-Петербург : тип. М. Меркушева, 1913. — [4], 100 с.;
- Антиохийская церковь : Очерк соврем. ее состояния / Проф. И. И. Соколов. — Санкт-Петербург : тип. В. Ф. Киршбаума, 1914. — [4], 96 с.
- Епархии Константинопольской церкви настоящего времени / Проф. И. И. Соколов. — Петроград : Синод. тип., 1914. — 116 с.;
- Епархиальное управление в праве и практике Константинопольской церкви настоящего времени. — Санкт-Петербург: Синод. тип., 1914. — VI, 3-657, [2] с
- К вопросу о приходе в Константинопольской церкви / Проф. И. И. Соколов. — Москва : печ. А. И. Снегиревой, 1914. — [2], 53 с.
- «Антиохийская Церковь» (СПб., 1914)
- Избрание патриархов Александрийской церкви в XVIII и XIX столетиях : Ист. очерк / Проф. Иван Иванович Соколов. — Петроград : тип. М. Меркушева, 1916. — VI, 360 с.
- Православный греческий Восток / I, II, III. Вселенский патриарх Иоаким Третий: (С портр.). Церковный суд в Константинопольском патриархате. Приход в Константинополе. — Петроград : тип. М. Меркушева, 1916. — IV, 3-124 с., 1 л. портр.; 23.
- Патриархия и храмы в Константинополе от второй половины XV века до настоящего времени : Ист. очерк. — Петроград : Сенат. тип., 1916. — 81 с.
- Избрание патриархов в Византии. Вселенские судьи в Византии. Издательство Олега Абышко. Санкт-Петербург, 2003.
- Свт. Григорий Палама, архиепископ Фессалоникийский, его труды и учение об исихии ; Никифор Влеммид, византийский ученый и церковный деятель XIII в.; Церковная политика византийского императора Исаака II Ангела : Науч.-популяр. изд. / И. И. Соколов; вступ. ст. А. В. Маркидонова. — Санкт-Петербург : Абышко, 2004. — 243, [1] с.
- Избрание архиереев в Византии IX—XV вв. : (Ист.-правовой очерк); Избрание патриархов Александрийской Церкви в XVIII и XIX столетиях / И. И. Соколов; вступит. ст. протоиер. В. Цыпина. — СПб. : Изд-во Олега Абышко, 2004 (ППП Тип. Наука). — 351 с.; 22 см. — (Библиотека христианской мысли. Исследования).; ISBN 5-89740-102-0

- Археологические общества в Далмации // Византийский Временник. — Санкт-Петербург, 1894. — Т. I, вып. 2. — С. 461—462.
- О византийско-восточном монашестве IX — XII вв. // Православный Собеседник. — Казань, 1894. — Июль (№ 7).
- Сообщения в Императорском Обществе любителей древней письменности // Византийский Временник. — 1895. — Т. II, вып. 1. — С. 307—310.
- Труды академика А. А. Куника по византийской и славянской хронологии // Византийский Временник. — 1895. — Т. II, вып. 1. — С. 310—311.
- Отзыв Имп. Академии Наук об издании А. В. Звенигородского // Византийский Временник. — 1895. — Т. II, вып. 1. — С. 311—312.
- Археологические памятники византийской эпохи в Русском музее // Византийский Временник. — 1895. — Т. II, вып. 1. — С. 312—313.
- Сочинения по византиноведению в наших духовных академиях // Византийский Временник. — 1895. — Т. II, вып. 1. — С. 313—315.
- К вопросу о влиянии византийского монашества на русское // Византийский Временник. — 1895. — Т. II, вып. 2–3. — С. 492—495.
- Новый источник о церковной жизни Египта XIII в. // Византийский Временник. — 1895. — Т. II, вып. 2–3. — С. 495.
- Сообщения в ученых обществах // Византийский Временник. — 1895. — Т. II, вып. 2–3. — С. 495—498.
- Древняя икона византийского стиля и суждение о ней русского археолога // Византийский Временник. — 1895. — Т. II, вып. 2–3. — С. 498—500.
- Археологическая находка византийского характера // Византийский Временник. — 1895. — Т. II, вып. 2–3. — С. 500.
- Россия (библиография) // Византийский Временник. — 1895. — Т. II, вып. 4. — С. 673—698.
- Россия (библиография) // Византийский Временник. — 1896. — Т. III, вып. 1. — С. 160—187.
- Россия (библиография) // Византийский Временник. — 1896. — Т. III, вып. 2. — С. 394—413.
- Россия (библиография) // Византийский Временник. — 1896. — Т. III, вып. 3–4. — С. 676—697.
- О народных школах в Византии с половины IX до половины XV в. // Церковные Ведомости. — 1897. — №  7 и 8.
- Рецензия на: Μ. Ιω. Γεδεών, Προικόννησος· ἐκκλησιαστικὴ παροικία, ναοὶ καὶ μοναί, μητροπολῖται καὶ ἐπίσκοποι // Византийский Временник. — 1897. — Т. IV, вып. 1–2. — С. 238—242.
- Россия (библиография) // Византийский Временник. — 1897. — Т. IV, вып. 1–2. — С. 242—266.
- Россия (библиография) // Византийский Временник. — 1897. — Т. IV, вып. 3—4. — С. 674—692.
- Россия (библиография) // Византийский Временник. — 1898. — Т. V, вып. 1. — С. 274—310.
- Византийские надписи из Кади-кёй // Византийский Временник. — 1898. — Т. V, вып. 1. — С. 357—358.
- Дионисий Ферианос // Византийский Временник. — 1898. — Т. V, вып. 1. — С. 362—364.
- Россия (библиография) // Византийский Временник. — 1898. — Т. V, вып. 2—3. — С. 534—556.
- К вопросу о Мономаховой шапке. — 1898. — Т. V, вып. 2—3. — С. 579—580.
- К вопросу о влиянии византийской литературы на славяно-русскую. — 1898. — Т. V, вып. 2—3. — С. 580—581.
- Кандидатские сочинения на темы из области византиноведения в наших духовных академиях. — 1898. — Т. V, вып. 2—3. — С. 581—599.
- Мелкие заметки и известия. — 1898. — Т. V, вып. 2—3. — С. 599—602.
- Россия (библиография) // Византийский Временник. — 1898. — Т. V, вып. 4. — С. 748—769.
- Греция и Турция // Византийский Временник. — 1898. — Т. V, вып. 4. — С. 793—802.
- Эллинский Филологический Силлог в Константинополе // Византийский Временник. — 1898. — Т. V, вып. 4. — С. 807—809.
- Кандидатские сочинения на темы из области византиноведения в наших духовных академиях // Византийский Временник. — 1898. — Т. V, вып. 4. — С. 810—816.
- Николай Фомич Красносельцев † // Византийский Временник. — 1898. — Т. V, вып. 4. — С. 819—830.
- Россия (библиография) // Византийский Временник. — 1899. — Т. VI, вып. 1–2. — С. 206—240.
- Деятельность Русского Археологического Института в Константинополе в 1897 году // Византийский Временник. — 1899. — Т. VI, вып. 1–2. — С. 293—306.
- Россия (библиография) // Византийский Временник. — 1899. — Т. VI, вып. 3–4. — С. 554—588.
- Святейший Фотий, патриарх константинопольский // Церковные Ведомости. — 1900. — № 5.
- Россия (библиография) // Византийский Временник. — 1900. — Т. VII, вып. 1. — С. 166—230.
- Сообщения в русских ученых учреждениях и обществах (в первой половине 1899 года) // Византийский Временник. — 1900. — Т. VII, вып. 1. — С. 291—293.
- Сообщения в иностранных ученых обществах и учреждениях (в первой половине 1899 года) // Византийский Временник. — 1900. — Т. VII, вып. 1. — С. 293—296.
- «Ἐκκλησιαστικὸς Μουσικὸς Σύλλογος» в Константинополе и древнее церковное пение // Византийский Временник. — 1900. — Т. VII, вып. 1. — С. 296-297.
- Археологические известия из греческих газет // Византийский Временник. — 1900. — Т. VII, вып. 1. — С. 297—300.
- Экскурсия М. Гедеона на Афон // Византийский Временник. — 1900. — Т. VII, вып. 1. — С. 300—301.
- Газетные известия о древних рукописях. — 1900. — Т. VII, вып. 1. — С. 300.
- Библиографические заметки из греческих газет // Византийский Временник. — 1900. — Т. VII, вып. 1. — С. 301—305.
- Издание бесед Фотия // Византийский Временник. — 1900. — Т. VII, вып. 1. — С. 305.
- † Профессор П. А. Лашкарев // Византийский Временник. — 1900. — Т. VII, вып. 1. — С. 305—306.
- Селевкийский митрополит Герасим Яред † // Византийский Временник. — 1900. — Т. VII, вып. 1. — С. 306—307.
- Россия // Византийский Временник. — 1900. — Т. VII, вып. 2–3. — С. 473—517.
- Деятельность Русского Археологического Института в Константинополе в 1898 году // Византийский Временник. — 1900. — Т. VII, вып. 2–3. — С. 574—588.
- Раскопки Русского Археологического Института в Болгарии осенью 1899 года // Византийский Временник. — 1900. — Т. VII, вып. 2–3. — С. 590—592.
- Заседания русских ученых обществ и учреждений // Византийский Временник. — 1900. — Т. VII, вып. 2–3. — С. 593—598.
- Резюме реферата Д. В. Айналова о княгине Ольге в Царьграде // Византийский Временник. — 1900. — Т. VII, вып. 2–3. — С. 598—599.
- Заседания иностранных ученых обществ и учреждений // Византийский Временник. — 1900. — Т. VII, вып. 2–3. — С. 599—601.
- Докторский диспут Д. В. Айналова // Византийский Временник. — 1900. — Т. VII, вып. 2–3. — С. 607.
- Россия (библиография) // Византийский Временник. — 1900. — Т. VII, вып. 4. — С. 732—774.
- Россия (библиография) // Византийский Временник. — 1901. — Т. VIII, вып. 1—2. — С. 192—234.
- Россия (библиография) // Византийский Временник. — 1901. — Т. VIII, вып. 3—4. — С. 592—645.
- Россия (библиография) // Византийский Временник. — 1902. — Т. IX, вып. 1—2. — С. 216—230.
- Пожалование почетного титула великого ипомниматографа А. И. Пападопуло-Керамевсу // Византийский Временник. — 1902. — Т. IX, вып. 1—2. — С. 320.
- Россия (библиография) // Византийский Временник. — 1902. — Т. IX, вып. 3—4.
- Церковно-религиозная и общественно-бытовая жизнь на православном греческом Востоке в XIX веке // Христианское чтение. 1902. — № 5. — С. 601—636.
- Церковно-религиозная и общественно-бытовая жизнь на православном греческом Востоке в XIX веке // Христианское чтение. — 1902. — № 9. — С. 305—326.
- Россия (библиография) // Византийский Временник. — 1903. — Т. X, вып. 1–2. — С. 211—230.
- Россия (библиография) // Византийский Временник. — 1903. — Т. X, вып. 3–4. — С. 556—559.
- Первый устав Халкинской богословской школы // Христианское чтение. 1903. — № 2. — С. 309—329.
- О византизме в церковно-историческом отношении // Христианское чтение. — 1903. — № 12. — С. 733—775.
- Византологическая традиция в С.-Петербургской духовной академии // Христианское чтение. 1904. — № 1. — С. 143—156; 1904. — № 2. — С. 306—316.
- Константинопольский патриарх Кирилл VI // Христианское чтение. 1904. — № 4. — С. 534—558.
- Константинопольский патриарх Константий I: очерк его деятельности // Христианское чтение. — 1904. — № 5. — С. 716—729.
- Константинопольский патриарх Григорий VI // Христианское чтение. 1904. — № 7. — С. 96-111; 1904. — № 8. — С. 222—237; 1904. — № 9. — С. 304—319.
- Церковная политика византийского императора Исаака II Ангела // Христианское чтение. 1905. — № 3. — С. 338—362; 1905. — № 12. — С. 707—722
- Богословские и священнические школы на православном греческом Востоке // Христианское чтение. 1906. — № 5. — С. 778—791; 1906. — № 6. — С. 889—908; 1906. — № 7. — С. 99-115; 1906. — № 8. — С. 234—253; 1906. — № 9. — С. 391—413.
- Грузинский монастырь в Византии // Христианское чтение. 1906. — № 4. — С. 552—579. — № 10. — С. 570—583.
- Александръ Евморфопулъ Лавриот [Ἀλέξανδρος Εὐμορφόπουλος Λαυριώτης †] // Византийский Временник. — 1907. — Т. XIV, вып. 1. — С. 203—207.
- Преподобный Феодор Студит и его церковно-общественная и богословско-литературная деятельность // Преп. Феодор Студит. Творения. Т. 1. СПб., 1907
- Борьба константинопольского патриарха Григория VI с инославной пропагандой на Востоке // Христианское чтение. 1908. — № 10. — С. 1313—1341; 1908. — № 11. — С. 1433—1450; 1908. — № 12. — С. 1636—1672; 1908. — № 6-7. — С. 908—931; 1908. — № 8-9. — С. 1148—1179.
- Патриарший суд над убийцами в Византии X—XV века // Христианское чтение. 1909. — № 2. — С. 216—237; 1909. — № 3. — С. 363—389.
- Избрание Александрийских патриархов в XVIII и XIX веке: исторический очерк // Христианское чтение. — 1911. — №  9. — С. 1109—1129.
- Рец. на А. А. Дмитриевский. Древнейшие патриаршие Типиконы: Святогробский Иерусалимский и Великой Константинопольской церкви // Журнал Министерства народного просвещения. СПб., 1911. — Ч. 34. — С. 300—332.
- Избрание Александрийских патриархов в XIX веке // Христианское чтение. 1913. — № 10. — С. 1155—1175; 1913. — № 11. — С. 1310—1328; 1913. — № 12. — С. 1415—1434; 1914. — № 10. — С. 1265—1285; 1914. — № 11. — С. 1363—1380; 1914. — № 12. — С. 1475—1493; 1915. — № 2. — С. 219—239; 1915. — № 3. — С. 358—378;
- Епархии Константинопольской церкви в XV—XVIII веках // Христианское чтение. 1916. — № 2. — С. 138—157; 1916. — № 5-6. — С. 532—546.
- Избрание архиереев в Византии IX—XV в. // Византийский Временник. — Петроград, 1917. — Т. XXII, вып. 3–4. — С. 193—252.
- Очерки из истории некоторых епархий Византийско-Константинопольской церкви // Византийское Обозрение. — 1917. — Т. 3. — С. 89—150.
- Крупные и мелкие властели в Фессалии в эпоху Палеологов // Византийский Временник. — 1926. — Т. XXIV (1923-1926). — С. 35—44.
- Ф. А. Курганов [† 1920] // Византийский Временник. — 1926. — Т. XXIV (1923-1926). — С. 103—104.
- Новогреческая литература по византиноведению // Византийский Временник. — 1927. — Т. XXV. — С. 106—153.
- Новый русский труд по истории Византии // Византийский Временник. — 1927. — Т. XXV. — С. 154—157.
- Афинская Комиссия по составлению и изданию «Исторического Словаря Греческого Языка» // Византийский Временник. — 1927. — Т. XXV. — С. 158—164.